# Sozialistische Politik (1969)

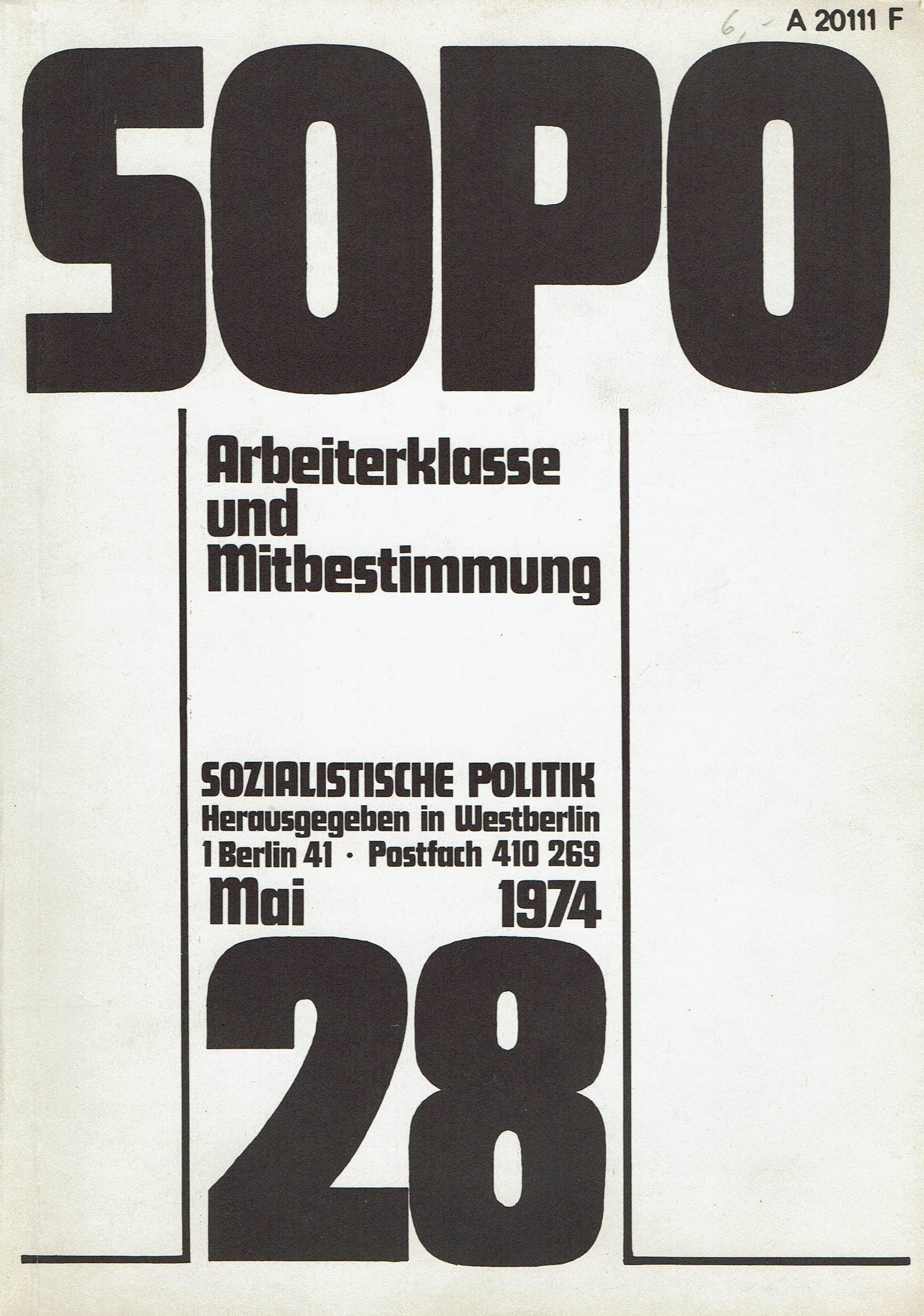
Sozialistische Politik SOPO Ausgabe Mai 1974

Die Sozialistische Politik (SoPo) war eine sozialistische Zeitschrift für Politikwissenschaft und Sozialwissenschaften, welche zwischen April 1969 und Dezember 1978 in West-Berlin erschien.

## Geschichte
Die SoPo ging aus den Vorgängerpublikationen Der Politologe und Berliner Zeitschrift für Politologie hervor. Im Auftrag des Fachschaftsrates Politikwissenschaft am Otto-Suhr-Institut herausgegeben, wurde die Zeitschrift durch ihre strömungsübergreifende Redaktion zum wichtigen Diskussionsorgan der unabhängigen sozialistischen Linken. So schrieben zahlreiche Autoren der damaligen „Neuen Linken“ wie Johannes Agnoli, Elmar Altvater, Christel Neusüß, Bernd Rabehl, Freerk Huisken, Bassam Tibi und Ossip K. Flechtheim für die SoPo. Viele Hefte waren aber für Nicht-Intellektuelle legendär ungenießbar. So überwogen zeitweise die Fußnoten; die Textpassagen füllten den geringeren Teil einer einzelnen Seite.
Im März 1971 gelang einer marxistischen Redaktionsminderheit um Frank und Hella Stern ein „Putsch“, indem sie sich die Namensrechte an der Zeitung heimlich sicherte. Die undogmatisch Linken in der Mehrheit – die sogenannte Altvater-Gruppe um Elmar Altvater mit etwa 25 Redakteuren und Autoren – trugen den neuen, der DKP und SEW nahestehenden Kurs des nun die Zeitschrift besitzenden Redaktionskollektivs nicht mit und gründeten als Gegenprojekt die heute noch existierende Zeitschrift Probleme des Klassenkampfs – Zeitschrift für politische Ökonomie und sozialistische Politik (PROKLA). Eine weitere Gruppe um Joachim Bischoff verließ ebenfalls die Zeitschrift und übernahm den VSA-Verlag und gibt die Zeitschrift  Sozialismus heraus.
Die SoPo verlor im Zuge des neuen (ab Ausgabe 11) Kurses ihre Rolle als Begegnungsmedium unterschiedlicher linker und marxistisch-leninistischer Positionen. Das Magazin schuf sich aber im Umfeld von DKP, SEW und den K-Gruppen eine neue Leserschaft. Im Dezember 1978 wurde die SoPo jedoch nach insgesamt 46 Ausgaben eingestellt.
In der SoPo wurde das Minihandbuch des Stadtguerilleros des brasilianischen Revolutionärs Carlos Marighella erstmals in deutscher Sprache veröffentlicht.